# 음향 세척
음향 세척, 음향 청소, 어쿠스틱 클리닝(Acoustic cleaning)은 양곡기와 같이 대량의 입자 또는 미립자 물질을 처리하는 자재 취급 및 저장 시스템에서 표면에 쌓인 물질을 제거하는 데 사용되는 유지보수 방법이다. 일반적으로 자재 취급 장비에 내장된 음향 세척 장치는 강력한 가청 음파를 발생시켜 표면에서 미립자를 떨어뜨려 수동 세척의 필요성을 줄인다. 초음파 및 메가소닉 세척에는 고주파 음파가 사용된다.

## 역사와 설계
어쿠스틱 클리너는 트럭이나 기차에서 볼 수 있는 에어 혼과 유사한 음원으로 구성되어 있으며, 자재 취급 장비에 부착되어 큰 소리를 내부로 방출한다. 전기가 아닌 압축 공기로 구동되므로 폭발을 유발할 수 있는 스파크의 위험이 없다. 두 부분으로 구성된다.
- 어쿠스틱 드라이버는 일반적으로 견고하게 가공된 스테인리스강으로 제작된다. 드라이버에서 압축 공기가 진동판을 통과하면서 진동판이 진동하여 소리를 생성한다. 유일하게 움직이는 부분인 진동판은 성능과 수명을 보장하기 위해 일반적으로 특수 항공우주 등급 티타늄으로 제작된다.
- 벨은 플레어링 혼으로, 일반적으로 316 등급 스테인리스강으로 제작된다. 벨은 소리 공명기 역할을 하며, 플레어링 모양은 소리를 공기와 효율적으로 연결하여 방사되는 소리의 볼륨을 높인다.

어쿠스틱 클리너 혼의 전체 길이는 430mm에서 3m 이상까지 다양하다. 이 장치는 4.8~6.2bar 또는 70~90psi의 압력 범위에서 작동할 수 있다. 결과적으로 발생하는 음압 레벨은 약 200dB이다.
음향 청소기의 작동을 제어하는 방법은 일반적으로 네 가지가 있다.
- 가장 일반적인 방법은 간단한 타이머를 사용하는 것이다.
- 스카다(감시 제어 및 데이터 수집)
- PLC(프로그래머블 로직 컨트롤러)
- 볼 밸브를 이용한 수동 제어

음향 청소기는 일반적으로 10초 동안 소리를 낸 후 다시 소리를 내기 전에 500초 더 기다린다. 진동판의 작동 수명은 켜짐/꺼짐 비율에 거의 비례한다. 작동 환경이 -40°C~100°C 사이인 경우, 진동판은 이 정도 온도에서 3~5년 동안 사용할 수 있다. 파동 발생기와 벨은 수명이 훨씬 길며, 작동 환경보다 오래 지속되는 경우가 많다.
주철로 제작된 기존 벨은 특정 환경에서 녹슬기 쉬웠다. 316 스펀 스틸로 제작된 새로운 종은 녹이 슬지 않으며 식품 산업이나 제약 공장과 같은 무균 환경에 이상적이다.
음향 세정은 1970년대 초 선박 경적이나 공습 사이렌을 이용한 실험에서 시작되었다. 최초의 음향 세정제는 무쇠로 만들어졌다. 1990년대부터 이 기술은 상업적으로 활용 가능해졌으며, 건식 가공, 저장, 운송, 발전 및 제조 산업에서 사용되기 시작했다. 최신 기술은 최적의 성능을 보장하기 위해 316 스펀 스테인리스강을 사용한다.